# Ministerio de Educación Superior, Ciencia y Tecnología (República Dominicana)
El Ministerio de Educación Superior, Ciencia y Tecnología (MESCyT) es una institución gubernamental que regula la educación superior en la República Dominicana, así como el desarrollo científico y tecnológico. Tiene como objetivo formular las políticas públicas referentes a educación superior, ciencia y tecnología, así como regular y modernizar estas áreas. También se encarga de otorgar becas a estudiantes, llevar un programa de empleos, validar títulos académicos, legalizar documentos académicos, entre otras funciones.
Surgió en 2001 como la Secretaría de Estado de Educación Superior, Ciencia y Tecnología, adoptando su nombre actual en 2010. Tiene sus oficinas en la Av. Máximo Gómez, esq. Pedro Henríquez Ureña, en Santo Domingo. Está encabezado por Dr. Franklin García Fermín, desde el 16 de agosto de 2020.
Desde su página web se pueden realizar consultas sobre becas, legalización de documentos, solicitudes de execuátur, certificados, validaciones, entre otras.

## Historia

### Trayectoria de la educación superior dominicana
La educación superior en la República Dominicana se remonta a la época colonial. El primer centro educativo fue fundado por los dominicos en 1518 y sería elevado a la categoría de universidad mediante la bula In Apostolatus Culmine del 28 de octubre de 1538. Recibió el nombre de Real y Pontificia Universidad de Santo Tomás de Aquino. Sus facultades iniciales fueron las de Teología, Medicina, Derecho y Artes. Este centro cerraría en 1801 con el traspaso de la colonia a manos francesas (Era de Francia).
La educación superior se restablecería en 1815 de la mano de José Núñez de Cáceres, quien fue elegido como rector de la institución. Él declararía el primer intento independentista en el país, que tuvo como respuesta la entrada de fuerzas haitianas. La Universidad vuelve a cerrar sus puertas en 1822.
Entre 1866 y 1891 existió el Instituto Profesional, que ejercía algunas de las funciones de la inexistente Universidad. El Instituto Profesional volvió a aparecer en 1895. El 16 de noviembre de 1914 sería transformado en la Universidad de Santo Domingo. Cerró sus puertas temporalmente durante la ocupación militar estadounidense.
El 31 de diciembre de 1961, mediante la Ley n.º 5778, se le otorga autonomía al centro, que pasa a llamarse Universidad Autónoma de Santo Domingo, eligiéndose sus primeras autoridades en febrero de 1962.

### Historia institucional
El origen de este Ministerio se debe a la Comisión para la Reforma y Modernización del Estado de 1996 que buscaba reorganizar el Sistema Nacional de Ciencia y Tecnología. Esta comisión concluyó con la necesidad de crear una institución que gestionara las actividades científicas y tecnológicas, así como todo lo relativo a educación superior y universidades.
Como resultado, se creó la Secretaría de Estado de Educación Superior, Ciencia y Tecnología en 2001 mediante la Ley no.139-01. Adoptará su nombre actual, Ministerio de Educación Superior, Ciencia y Tecnología, en 2010 con el cambio de nomenclatura de todas las instituciones del Gabinete Nacional mediante el decreto n.º 56-10. Comúnmente se le conoce por sus siglas, MESCyT.

## Estructura
Similar a los demás Ministerios de República Dominicana, el MESCyT está organizado en diversas oficinas en varios niveles: viceministerios, direcciones y departamentos.

### Viceministerio Administrativo Financiero
Se encarga del presupuesto, contabilidad, compras, archivo, control de bienes, correspondencia, suministros, etc.

### Viceministerio de Educación Superior
Es el responsable de todo lo relativo a educación superior: docencia, alumnado, títulos, etc. Se subdivide en:
- Dirección de Control Académico
- Dirección Académica, organizada en departamentos según áreas
- Dirección de Currículum
- Dirección de Educación a Distancia y Virtual

### Viceministerio de Ciencia y Tecnología
Supervisa las oficinas de emprendimiento, difusión científica, innovación, investigación, etc.

### Viceministerio de Evaluación y Acreditación
Lleva, evalúa y da seguimiento a las acreditaciones en ámbito educativo.

### Viceministerio de Relaciones Internacionales
Se encarga de la movilidad de profesores y alumnos y de los convenios y acuerdos internacionales.

### Otras oficinas
Otros departamentos no están adscritos directamente a ningún viceministerio:
- Dirección de Becas
- Dirección de Lenguas Extranjeras
- Dirección de Tecnología de la Información y Comunicación
- Dirección de Comunicaciones